# Acantholeucania denotata
Acantholeucania denotata är en fjärilsart som beskrevs av Walker 1856. Acantholeucania denotata ingår i släktet Acantholeucania och familjen nattflyn. Inga underarter finns listade i Catalogue of Life.